# ДНК (роман)
«ДНК» — роман українською мовою, спільна робота сімох українських письменників, виданий книжковим клубом «Клуб Сімейного Дозвілля» в 2016 році.

## Про роман
В 2016 році семеро українських писименників реалізували спільний експериментальний проєкт на тему генетичної пам'яті українського народу. Авторами ідеї роману стали Сергій Жадан та Олександр «Фоззі» Сидоренко. До проєкту також доєднались: Юрій Винничук, Ірена Карпа, Андрій Кокотюха, Володимир Рафєєнко та Макс Кідрук.

## Сюжет
Події розгортаються в недалекому майбутньому, в якому розшифровка генетичного коду дає можливість пережити моменти з життя предків. Студенту престижного китайського університету Андрію Чумаку випадає честь стати піддослідним в експерименті, який допоможе зчитати з ДНК пам'ять кількох поколінь його сім'ї за останні 150 років. Сюжет роману складається з семи спогадів його родичів, роз'єднаних епохами, країнами проживання та навіть мовами спілкування. Протягом всього роману читач дізнаватиметься історію роду Андрія Чумака, через призму особистих переживань та виборів головних героїв, а також історію України з перспективи народників, львівських батяр, українських емігрантів, радянських громадян та сучасних українців. Червоною ниткою через кожне оповідання тягнеться тема втраченого зв'язку між поколіннями українців, членами сімей, державою та власними громадянами. Переживши перемоги й поразки, пошуки правди та розчарування, моменти сміливості та ницості головних героїв, перед нами виникає питання: «Чи вистачить нам сили навчитись на їхніх помилках?».